# Kanał Kędzierzyński
Kanał Kędzierzyński – droga wodna, łącząca Kanał Gliwicki z Zakładami Azotowymi w Kędzierzynie-Koźlu.
Kanał ma długość 4,5 km i wybudowano na nim jeden basen portowy. Zgodnie z Rozporządzeniem Rady Ministrów z 2002 r. ws. klasyfikacji śródlądowych dróg wodnych, kanał ma klasę żeglowną II.     
Kanał Kędzierzyński otrzymał swą nazwę 14 lutego 1968.

## Historia
Kanał ten miał być początkiem szlaku żeglownego o długości ponad 320 km łączącego Odrę z Dunajem, biegnącego równolegle do koryta rzeki Odry, jaki był projektowany już od końca XIX wieku. Pierwsze prace przy odnodze Kanału Gliwickiego rozpoczęli Niemcy w 1939 roku lecz po roku je przerwano. Po wojnie kontynuowano budowę i w dniu  25 czerwca 1970 ukończono 4,5 kilometrowy odcinek drogi wodnej oraz uruchomiono w Zakładach Azotowych Kędzierzyn port przeładunkowy na kanale, który umożliwił transport nawozów drogą wodną przez Kanał Gliwicki i Odrę.
Do 1983 roku transportowano tą drogą nawozy sztuczne. Obecnie kanał jest otwarty dla żeglugi, jednak nie jest wykorzystywany. 

## Przypisy

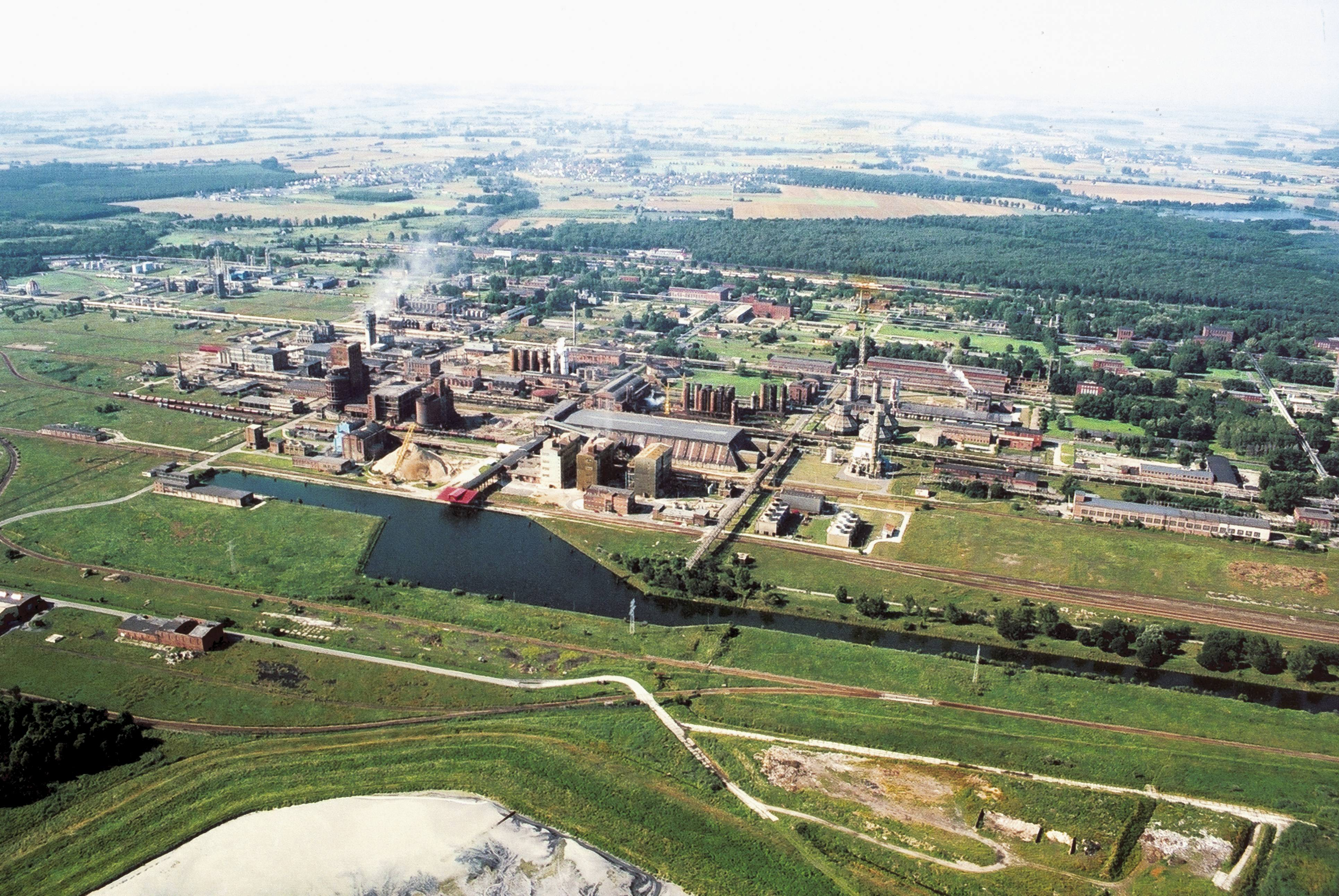
Koniec Kanału Kędzierzyńskiego wybudowanego w latach 1939–1970. Pierwotnie część kanału Odra – Dunaj